# شركة الهند الشرقية الهولندية
شركة الهند الشرقية الهولندية (بالهولندية:Vereenigde Oost-Indische Compagnie أو VOC اختصاراً) هي شركة هولندية تأسست على غرار شركة الهند الشرقية البريطانية في عام 1602.

## البداية
بدء التواجد والتفكير الهولندي في آسيا خصوصاً والشرق عموماً في أواخر القرن السادس عشر، فقبل أن تحصل هولندا على اعتراف إسبانيا باستقلالها، أخذت تساهم في العمليات الكشفية حول العالم الجديد، في نفس الوقت الذي أخذت تتمرد فيه على الأسعار الاحتكارية التي كان البرتغاليون يفرضونها على المستهلك الأوربي، خاصة بعد أن اتضح للهولنديين أن تحدى قوة البرتغال في البحار الشرقية أصبح من السهولة بمكان، ولذلك عقد كبار التجار الهولنديين بأمستردام في سنة 1592 اجتماعاً قرروا فيه إنشاء شركة للتجارة مع الهند. ومنذ ذلك الحين أخذت هولندا تتطلع للوصول إلى الشرق.
وفي سنة 1595 خرج أول أسطول هولندي إلى آسيا، والذي بلغ جزر الهند الشرقية، ثم عاد بعد غيبة دامت سنتان ونصف. وأن كان قد فقد عدداً من طاقمه، إلا أن الفوائد المادية من وراء البضائع التي جلبت كانت خير تعويض لذلك. ولم تكن هذه الرحلة بداية لرحلات عديدة، فحسب، بل أنها كانت محركاً لإنشاء شركة الهند الشرقية المتحدة، والتي أسست بمرسوم صدر في 20 مارس، 1602 من الحكومة الهولندية. والذي خولت بمقتضاه حق احتكار التجارة، واتخاذ الإجراءات الكفيلة بردع أي معاملة سيئة يتعرض لها الهولنديون وكذلك حق عقد معاهدات مع حكام الشرق باسم الحكومة الهولندية، وبناء القلاع وتعيين الحكام والقضاة في المواقع التابعة وتطبيق القانون وتوفير النظام في مثل تلك المناطق.

## الانتشار
منذ تأسيس الشركة، وهي تتطلع إلى تركيز عملياتها في الشرق. وكانت المشكلة في كيفية الوصول لذلك الهدف، خصوصاً أن آسيا في ذلك الوقت بها كيانات سياسية –بالصين، الهند واليابان– لا يستهان بها، ويصعب على الشركة تحديها في ذلك الحين، هذا من ناحية، ومن ناحية أخرى كان البرتغاليون هناك، وقد أقاموا أسس دفاعية على يد دالبوكيرك، ما زالت سليمة، ولم يمسسها سوء. ولهذا حرص الهولنديون على تجنب الاصطدام بالكيانات السياسية في المنطقة، وكذلك القوى الأوربية الكائنة بها. ومن ثم راحوا يبحثون عن منفذ لدخول المنطقة، وسرعان ما اكتشفوا أن هناك ثغرة، تتمثل في أرخبيل الملايو، والتي عن طريقها تم اختراق خطوط الدفاع الآسيوية.
وقد وجد الهولنديون في هذه المنطقة المقومات الأساسية التي تلزمهم بالسيطرة عليها، فهي منطقة واسعة، تضم عدداً كبيراً من الجزر الخصبة للغاية. والتي تمتد بخط منحى يمتد من سومطرة إلى الفلبين. وتعد أكثر المناطق الآسيوية جاذبية وأهمية في الشرق كله والتي تتجلى في إنتاجها للتوابل النفيسة إلى جانب المعادن والصمغ والأعشاب الطبية. كذلك كانت منطقة أرخبيل الملايو مفككة سياسياً، فتسودها أنظمة حكم هزيلة يحكمها سلاطين ضعاف في حالة مستمرة من التنافس والحرب. وهذا الوضع إلى جانب تأثيره على التجارة سلباً، فإنه أيضاً جعل المنطقة سهلة المنال لكل طامع فيها، وهذا ما ساعد أيضاً البرتغال من قبل في السيطرة عليها.
علاوة على ذلك كانت الظروف مهيأة أمام الشركة لإنجاح محاولاتها، ففي الوقت الذي فكرت فيه الشركة الاتجاه إلى الملايو، كان للهولنديين اليد العليا في أوروبا في مجالات التجارة والملاحة والمال، وفي الشرق كان البرتغاليون قد خارت قواهم. وإذا بشركة الهند الشرقية الإنجليزية، التي تأسست في 1601، قد بدأت نشاطها في منطقة شرق آسيا، فإنها على الرغم من كونها كانت المنافس الوحيد للشركة الهولندية، إلا أن إمكانياتها الملاحية والمالية كانت محدودة ولا تمكنها من التصدي للشركة الهولندية، حيث أن الأخيرة تمتعت برأس مال ثابت يفوق بكثير رأس مال نظيرتها الإنجليزية، هذا إلى جانب امتلاكها لعدد كبير من السفن التي تميزت بإمكانياتها التصنيعية والتسلحية، والتي جعلتها أكثر قدرة على المناورة من غيرها من السفن الأوربية المعاصرة لها. والأكثر أهمية من ذلك، أن شركة الهند الشرقية الهولندية، لم تكن مسألة توفير البديل للسلع الآسيوية تمثل لها آية مشكلة – في ظل قيود تصدير السبائك المعدنية الثمينة التي سادت بين بعض الدول الأوربية في ذلك الوقت – لامتلاكها لكميات ضخمة من المعادن الثمينة، نتيجة التجارة الهولندية النشطة في أوروبا خلال الخمسين سنة السابقة على مجيئهم إلى شرق آسيا.
ومما سهل على الشركة من مهمتها في المياه الشرقية، أنها قامت على دمج عدة شركات تجارية هولندية، كانت قد وصلت من قبل إلى الشرق، ونجحت في إقامة علاقات طيبة مع بعض الحكام في أرخبيل الملايو، وأسس أغلبها مقرات تجارية وقلاع، في ترنيت، وبانتام، وجزر باندا، ورثتها الشركة في هذه المناطق، بمجرد إتمام عملية الدمج. لكل هذا قررت الشركة الهولندية الاتجاه إلى أرخبيل الملايو، حيث يمكنها القيام بعمليات واسعه لتجارة التوابل، وحيث الظروف المتوفرة للسيطرة على هذه المناطق، والتي ستساعدها على احتكار تجارتها.

## النمو
عام 1619، عُيّن جان بيترسون كوين الحاكم العام لشركة الهند الشرقية الهولندية. ورأى إمكانية أن تصبح هذه الشركة قوة آسيوية، سياسية واقتصادية. في 30 مايو 1619، اقتحم كوين، بدعم من 19 سفينة، جاياكارتا، وطرد قوات البانتن. في عشرينيات القرن السادس عشر، طُرد جميع السكان الأصليين لجزر باندا تقريبًا أو تُركوا للموت جوعًا أو قُتلوا. استُخدمت هذه المزارع لزراعة جوزة الطيب للتصدير. كان كوين يأمل في توطين أعداد كبيرة من المستعمرين الهولنديين في جزر الهند الشرقية، لكن تنفيذ هذه السياسة لم يتحقق أبدًا، ويرجع ذلك أساسًا إلى قلة قليلة من الهولنديين كانوا على استعداد للهجرة إلى آسيا.
كانت مشاريع كوين الأخرى أكثر نجاحًا. كانت المشكلة الرئيسية في التجارة الأوروبية مع آسيا في ذلك الوقت هي أن الأوروبيين كانوا يستطيعون تقديم القليل من السلع التي يريدها المستهلكون الآسيويون، باستثناء الفضة والذهب. لذلك كان على التجار الأوروبيين أن يدفعوا ثمن التوابل بالمعادن الثمينة. كان على الهولنديين والإنجليز الحصول عليها من خلال خلق فائض تجاري مع الدول الأوروبية الأخرى. اكتشف كوين الحل الواضح للمشكلة: بدء نظام تجاري داخل آسيا، يمكن استخدام أرباحه في تمويل تجارة التوابل مع أوروبا. أدى هذا على المدى الطويل إلى تفادي الحاجة إلى تصدير المعادن الثمينة من أوروبا، على الرغم من أنه تطلب في البداية تشكيل صندوق كبير لرأس المال التجاري في جزر الهند. أعادت شركة الهند الشرقية الهولندية استثمار حصة كبيرة من أرباحها لهذا الغرض في الفترة حتى عام 1630.
بدأ تجارة شركة الهند الشرقية الهولندية في جميع أنحاء آسيا، مستفيدة بشكل رئيسي من البنغال.
السفن القادمة إلى باتافيا من هولندا حملت الإمدادات للمستوطنات في آسيا. استُخدم كل من الفضة والنحاس من اليابان للتجارة مع أغنى إمبراطوريات العالم موغال الهند وتشينغ الصين، للحرير والقطن والخزف والمنسوجات. كان تداول هذه المنتجات إما داخل آسيا مقابل التوابل المرغوبة أو إعادتها إلى أوروبا. كان لشركة الهند الشرقية الهولندية دور فعال في تقديم الأفكار والتكنولوجيا الأوروبية إلى آسيا. إذ دعمت الشركة المبشرين المسيحيين وتداولت التكنولوجيا الحديثة مع الصين واليابان. عندما حاولت شركة الهند الشرقية الهولندية استخدام القوة العسكرية لجعل الصين تنفتح على التجارة الهولندية، هزم الصينيون الهولنديين في حرب على جزر بينغو من 1623 إلى 1624، ما أجبر الشركة على التخلي عن بينغو لتايوان. هزم الصينيون شركة الهند الشرقية الهولندية مرة أخرى في معركة خليج لياولو عام 1633.
في عام 1640، حصلت شركة الهند الشرقية الهولندية على ميناء جالي، سيلان، من البرتغاليين وكسر احتكار الأخير لتجارة القرفة. بحلول عام 1659، طُرد البرتغاليين من المناطق الساحلية التي احتلتها فيما بعد شركة الهند الشرقية الهولندية، ما ضمن لها احتكار القرفة. لمنع البرتغاليين أو الإنجليز من استعادة سريلانكا إلى الأبد، ذهبت شركة الهند الشرقية الهولندية لغزو ساحل مليبار بأكمله من البرتغاليين. عندما وصلت أنباء اتفاقية السلام بين البرتغال وهولندا إلى آسيا عام 1663، كانت جوا هي المدينة البرتغالية الوحيدة المتبقية على الساحل الغربي.
في عام 1652، أنشأ جان فان ريبيك موقعًا لإعادة الإمداد في رأس العواصف (الطرف الجنوبي الغربي من إفريقيا، كيب تاون حاليًا، جنوب إفريقيا) لخدمة سفن الشركة في رحلتهم من وإلى شرق آسيا. تغّير اسم الرأس فيما بعد إلى رأس الرجاء الصالح تكريما لوجود البؤرة الاستيطانية. على الرغم من الترحيب بالسفن غير التابعة للشركة لاستخدام المحطة، فقد فُرضت رسوم باهظة عليها. أصبح هذا المنصب فيما بعد مستعمرة كاملة، مستعمرة كيب، عندما بدأ المزيد من الهولنديين والأوروبيين الآخرين في الاستقرار هناك.
خلال القرن السابع عشر، أُنشأت مراكز تجارية لشركة الهند الشرقية الهولندية في بلاد فارس، والبنغال، ومالاكا، وسيام، وفورموزا (تايوان حاليًا)، بالإضافة إلى سواحل مليبار وكورومانديل في الهند. جاء الوصول المباشر إلى البر الرئيسي للصين في عام 1729 عندما تأسس مصنع في كانتون.
في عام 1663، وقّعت شركة الهند الشرقية الهولندية (معاهدة باينان) مع العديد من اللوردات المحليين في منطقة باينان الذين ثاروا ضد سلطنة آتشيه. سمحت المعاهدة للشركة ببناء مركز تجاري في المنطقة وفي النهاية احتكار التجارة هناك، وخاصة تجارة الذهب.
بحلول عام 1669، كانت شركة الهند الشرقية الهولندية أغنى شركة خاصة شهدها العالم على الإطلاق، مع أكثر من 150 سفينة تجارية، و40 سفينة حربية، و50000 موظف، وجيش خاص من 10000 جندي، ودفع أرباح بنسبة 40% على الاستثمار الأصلي.
اختلط العديد من موظفي شركة الهند الشرقية الهولندية مع الشعوب الأصلية ووسعوا سكان إندوس في تاريخ ما قبل الاستعمار.

## إعادة التوجيه
عام 1670 تسبب حدثان في توقف نمو تجارة شركة الهند الشرقية الهولندية. في المقام الأول، بدأت التجارة المربحة للغاية مع اليابان في الانخفاض. أدى فقدان البؤرة الاستيطانية على فورموزا إلى كوكسينغا في حصار حصن زيلانديا عام 1662 والاضطرابات الداخلية ذات الصلة في الصين (إذ استبدلت سلالة مينغ بسلالة تشينغ الصينية) إلى إنهاء تجارة الحرير بعد عام 1666. على الرغم من استبدال شركة الهند الشرقية الهولندية موغال البنغال للحرير الصيني، أثرت قوى أخرى على إمدادات الفضة والذهب اليابانية. سن الشوغن عددًا من الإجراءات للحد من تصدير هذه المعادن الثمينة في عملية تحد من فرص شركة الهند الشرقية الهولندية للتجارة، وتؤدي إلى تدهور شروط التجارة بشدة. لذلك، توقفت اليابان عن العمل كمحور رئيسي للتجارة البينية الآسيوية لشركة الهند الشرقية الهولندية بحلول عام 1685.
والأهم من ذلك، أن الحرب الأنجلو هولندية الثالثة أوقفت مؤقتًا تجارة شركة الهند الشرقية الهولندية مع أوروبا. هذا ما تسبب في ارتفاع أسعار الفلفل الأمر الذي أغرى شركة الهند الشرقية الإنجليزية لدخول هذا السوق بقوة في السنوات التي تلت عام 1672. سابقًا، كان أحد مبادئ سياسة تسعير شركة الهند الشرقية الهولندية هو الإفراط في عرض الفلفل بشكل طفيف وذلك لخفض الأسعار إلى ما دون المستوى الذي يشجع المتطفلين على دخول السوق (بدلاً من السعي لتحقيق أقصى قدر من الأرباح على المدى القصير).
ومع ذلك، شركات أخرى، مثل شركة الهند الشرقية الفرنسية وشركة الهند الشرقية الدنماركية، بدأت في شق طريقها إلى النظام الهولندي. لذلك أغلقت شركة الهند الشرقية الهولندية متجر الفلفل المفتوح المزدهر في بانتام بموجب معاهدة عام 1684 مع السلطان. أيضًا، على ساحل كورومانديل نقلت مقرها الرئيسي من بوليكات إلى نيغاباتنام، وذلك لتأمين احتكار تجارة الفلفل على حساب الفرنسيين والدنماركيين. ومع ذلك، فإن أهمية هذه السلع التقليدية في التجارة الآسيوية الأوروبية كانت تتضاءل بسرعة في ذلك الوقت. إن النفقات العسكرية التي احتاجتها شركة الهند الشرقية الهولندية لتعزيز احتكارها لم تكن مبررة بالأرباح المتزايدة لهذه التجارة المتراجعة.

## التوسع
وحتى تنفرد الشركة بتجارة منطقة أرخبيل الملايو، عملت على مناهضة الوجود البرتغالي وكذلك الإنجليزي ولذلك أصدرت أوامرها إلى موظفيها في الشرق بضرب المعاقل البرتغالية أينما وجدت، وبناء القلاع أينما اقتضت الضرورة ذلك، والتخلص من منافسة شركة الهند الشرقية الإنجليزية بكل الوسائل.
وقد تحققت كثير من أهداف الشركة الهولندية في خلال فترة لم تتجاوز الخمس عشرة سنة، حيث دمروا البرتغاليين، وطردوهم من جزر كثيرة، كذلك أبعدوا الإنجليز عن المنطقة بالكامل بعد أن عجزت شركة الهند الشرقية الإنجليزية عن منافسة الشركة الهولندية التي راحت تنافس الأولى في الأسواق الشرقية بدفع أسعار عالية للتوابل، وفي الأسواق الغربية ببيع ذات التوابل بأسعار منخفضة فيها. وإزاء هذه المنافسة اضطرت شركة الهند الشرقية الإنجليزية إلى الانسحاب من جميع جزر أرخبيل الملايو وذلك بحلول نهاية العقد الثاني من القرن السابع عشر، مفضلة أن تقتصر فعالياتها على ساحل الملبار وفارس.

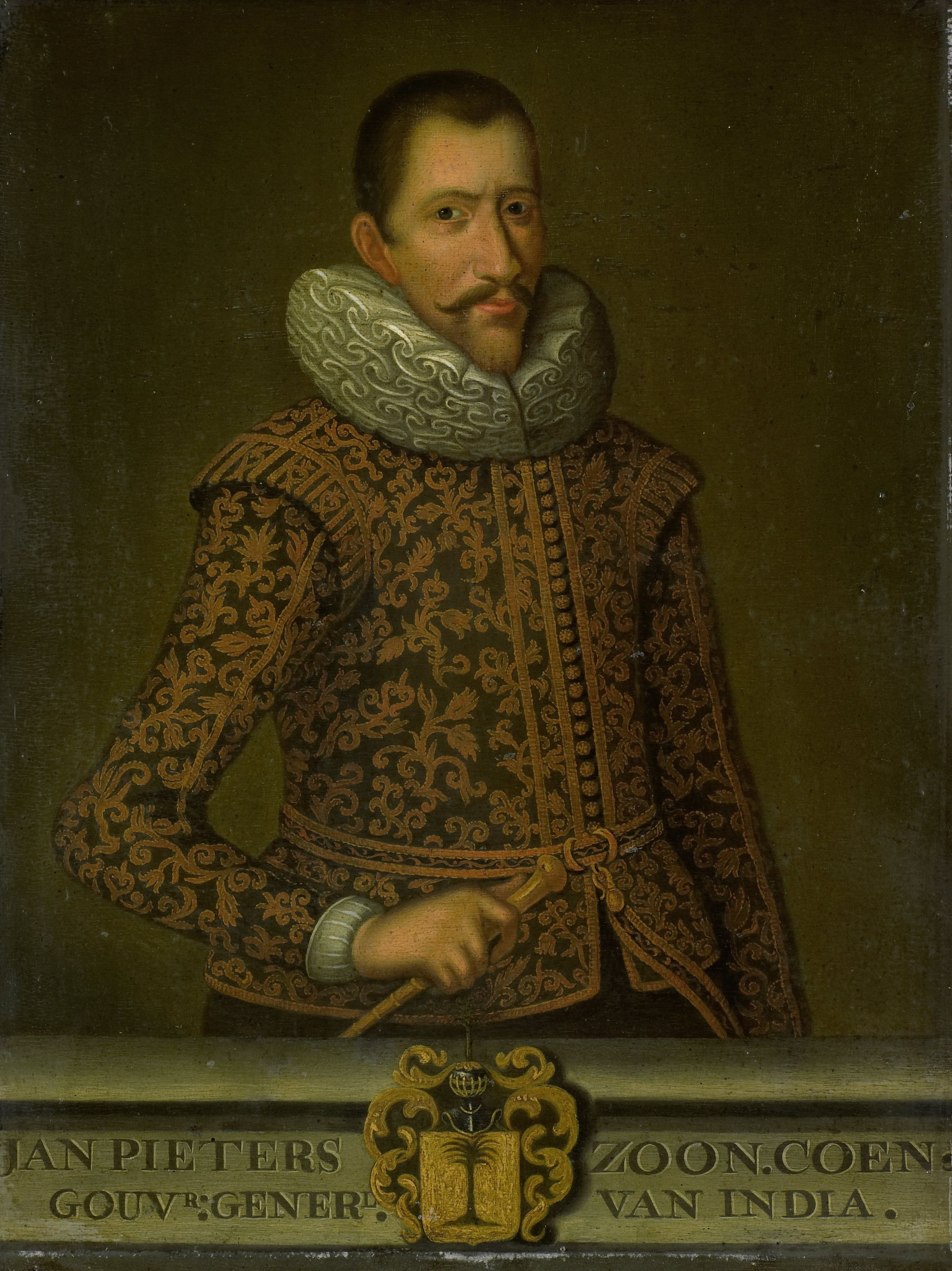
جون كوان

وقد أدت سياسية المناهضة الهولندية للوجود الأوربي بالأرخبيل وخصوصاً للبرتغاليين، إلى أحداث تقارب بين الحكام المحليين والقادمون الجدد، بشكل مكن الهولنديين من تسديد ضربات ساحقة للبرتغاليين. وهذا النجاح الذي حققته الشركة الهولندية في أول طريقها بالملايو دفعها إلى تعيين حاكم عام للمنطقة في سنة 1604 يعاونه مجلس مؤلف من أربعة أشخاص، وذلك للإشراف على شؤون الشركة هناك. وفي سنة 1618 شغل هذا المنصب جون كوان (باللاتينية: Jan Pieterszoon Coen) الذي لعب دوراً هاماً في بناء الإمبراطورية الهولندية في الشرق، لا يقل عن ذلك الذي لعبه دالبوكيرك بالنسبة للإمبراطورية البرتغالية. فمنذ أن عين جون كوان كحاكم عام أخذ يعمل على إرساء أسس الإمبراطورية الهولندية في الشرق، فأنشأ في مايو 1619 مدينة باتافيا (جاكرتا حالياً) في الجزء الشمالي من جزيرة جاوة، واتخذها عاصمة إدارية للإمبراطورية في الشرق ومقراً رئيسياً لكل الفعاليات التجارية هناك. إلى جانب ذلك ضمن للإمبراطورية الهولندية مواقع إستراتيجية على امتداد كل سواحل البحار الشرقية وعمل على ربطها ببعضها البعض بنظام محكم وفعال.
وفي سنة 1641 تم للهولنديين انتزاع ملقا حصن البرتغال الحصين في الشرق، والتي بضياعها من يد البرتغاليين تمزق النظام الدفاعي الذي وضع أسسه دالبوكيرك، خاصة بعد أن أقصى الهولنديون الوجود البرتغالي في سريلانكا سنة 1654، واحتلالهم لكوتشين -مؤسسة البرتغال الأولى - في سنة 1660. وبعد ذلك أخذ الهولنديون يقومون من كولمبو بحملات منظمة على كل أثر للبرتغاليين في المياه الهندية، ولذلك أخذت تتساقط محطاتهم التجارية الواحدة بعد الأخرى في يد الهولنديون. مما ساعد على انهيار الإمبراطورية البرتغالية التجارية بشكل سريع تحت أقدام التحديات الهولندية في الشرق.

## السقوط

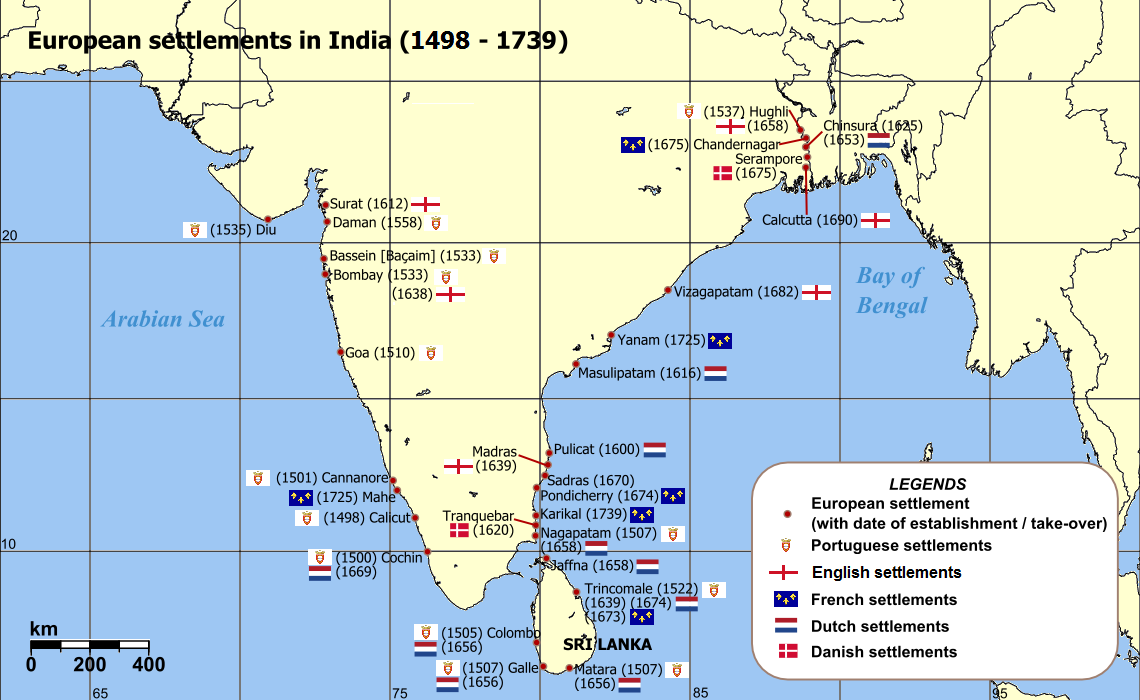
خريطة توضح المستوطنات الأوروبية في الهند وسريلانكا بين 1501 و1739

بعد أن استقرت الأمور للشركة الهولندية في أرخبيل الملايو، وأصبحت هولندا في بداية القرن السابع عشر أكبر قوة أوروبية في البحار الشرقية، راحت الشركة تعمل على احتكار تجارة التوابل، ودفعها هذا الاحتكار إلى السيطرة على عمليات الإنتاج وتنظيمها بشكل جعلها تتحكم في السوق. فأخذت تتدخل في تحديد الكميات المنتجة من التوابل. وتقوم بإتلاف ما زاد منها عن الحد المطلوب. وقد امتدت عملية الإتلاف لتشمل أشجار التوابل نفسها، وإن كانت الشركة قد درجت على تقديم تعويضات لمن أتلفت مزارعهم، فإن هذه التعويضات كانت ضئيلة بالنسبة إلى قيمة المحصول، غير أن هذه السياسة كان لها أكبر الأثر في وقف قوة الدفع الهولندية في البحار الشرقية في أواخر القرن السابع عشر. وإذا كانت شركة الهند الشرقية الهولندية قد تمكنت من احتكار تجارة التوابل طيلة القرن السابع عشر، إلا أنها لم تتمكن من الحفاظ على مستوى قوتها إلى ما بعد ذلك وذلك للتحديات العديدة التي أوصلت نشاطها التجاري إلى طريق شبه مسدود.
ونجمت أولى التحديات التي واجهت الشركة عن سياستها بالمنطقة حيث ترتب على ازدياد الضرائب – بالإضافة إلى الضرائب التي كانت تدفع من قبل للسلطات الحاكمة وتحولت إلى الهولنديين – وإلزام الأهالي بتسليم المحصول إجبارياً للشركة، وإتلاف ما يزيد منه عن حاجة الشركة وحرمان السكان المحليين من ممارسة التجارة، وتحطيم سفنهم وتدميرها، شيوع الفقر والبؤس وشلل الحياة الاقتصادية، والتي أدت في النهاية إلى انتشار أعمال القرصنة بشكل خطير كان له تأثيره على تحركات الشركة ونشاطها بالمنطقة. وكان ثاني التحديات التي واجهت الشركة بالمنطقة، تمثلت في ازدياد نفقاتها عن إيراداتها، وذلك نتيجة سوء نظام الحسابات، وخيانة موظفي الشركة وافتقارهم إلى النزاهة، بعد اتساع الإمبراطورية، هذا إلى جانب ارتفاع الفوائد التي كانت تدفعها الشركة لحملة أسهمها والتي تراوحت بين 20% و40% والتي كان لها دور في تعثر نشاط الشركة المالي، خاصة بعد أن اتسعت الممتلكات وازدادت النفقات العسكرية والسياسية.
أما عن التحديات التي تعرضت لها الشركة خارج المنطقة، فكان بعضها اقتصادياً والبعض الآخر سياسياً، وبالنسبة للتحديات الاقتصادية، فقد تمثلت في تركيز الشركة لكل نشاطاتها التجارية حول التوابل النفيسة وتمسكها بذلك. في الوقت الذي تغيرت فيه طبيعة الطلبات الأوربية على السلع الآسيوية، وبذلك عجزت الشركة عن التكيف مع الوضع الجديد خاصة، بعد أن ازداد الوجود الأوربي بالمياه الآسيوية، وخاصة الوجود البريطاني الذي احتكر تجارة المنسوجات الآسيوية بالأسواق الأوربية. حتى أصبح الهولنديون أنفسهم يأمون أسواق لندن لابتياع المنسوجات القطنية الهندية التي كانت تستوردها بريطانيا،[بحاجة لمصدر] أما عن التحديات السياسية التي كانت تواجه الشركة بالخارج، فتمثلت فيما تعرضت له هولندا من مصاعب سياسية وعسكرية كبرى كان لها تأثير واضح على نشاط الشركة في البحار الشرقية، على اثر اشتراك هولندا في حرب الاستقلال الأمريكية عام 1780 ضد بريطانيا ومساهمة شركة الهند الشرقية الهولندية بالشرق في الصراع ضد بريطانيا الأمر الذي أصبح علامة فارقة في تاريخ الشركة، حيث تكبدت الشركة بسبب ذلك خسائر فادحة أفقدتها سيلان ومواقع كثيرة بالشرق.
وبهذا قابلت الشركة مزيد من التحديات التي أثرت في كل الحالات على ميزانية الشركة، التي سارت في طريق الإفلاس بسبب قلة الإيرادات في وقت كانت المصروفات تتضاعف، وهذا الجأ الشركة إلى الاقتراض إلى حد أعجزها عن الاستمرار، لذلك تقدمت الحكومة الهولندية بعدة اقتراحات لإنقاذ الموقف، وهي، أن تأخذ الحكومة الهولندية على عاتقها مسؤوليات الدفاع، والسماح بالتجارة الخاصة، والحد من احتكار الشركة التجاري، وأن تدفع الحكومة ديون الشركة التي بلغت حوالي 140 مليون جلدر، وذلك بشرط أن تتخلى الشركة عن جميع ممتلكاتها وتوابعها في الأرخبيل للحكومة الهولندية.
وبقبول ذلك انتهى دور شركة الهند الشرقية الهولندية في 1798، وورثت الحكومة الهولندية ممتلكات الشركة.

## اقرأ أيضا
- الهند الشرقية الهولندية
- استعمار أوروبي
- شركة الهند الشرقية